# アタフ島

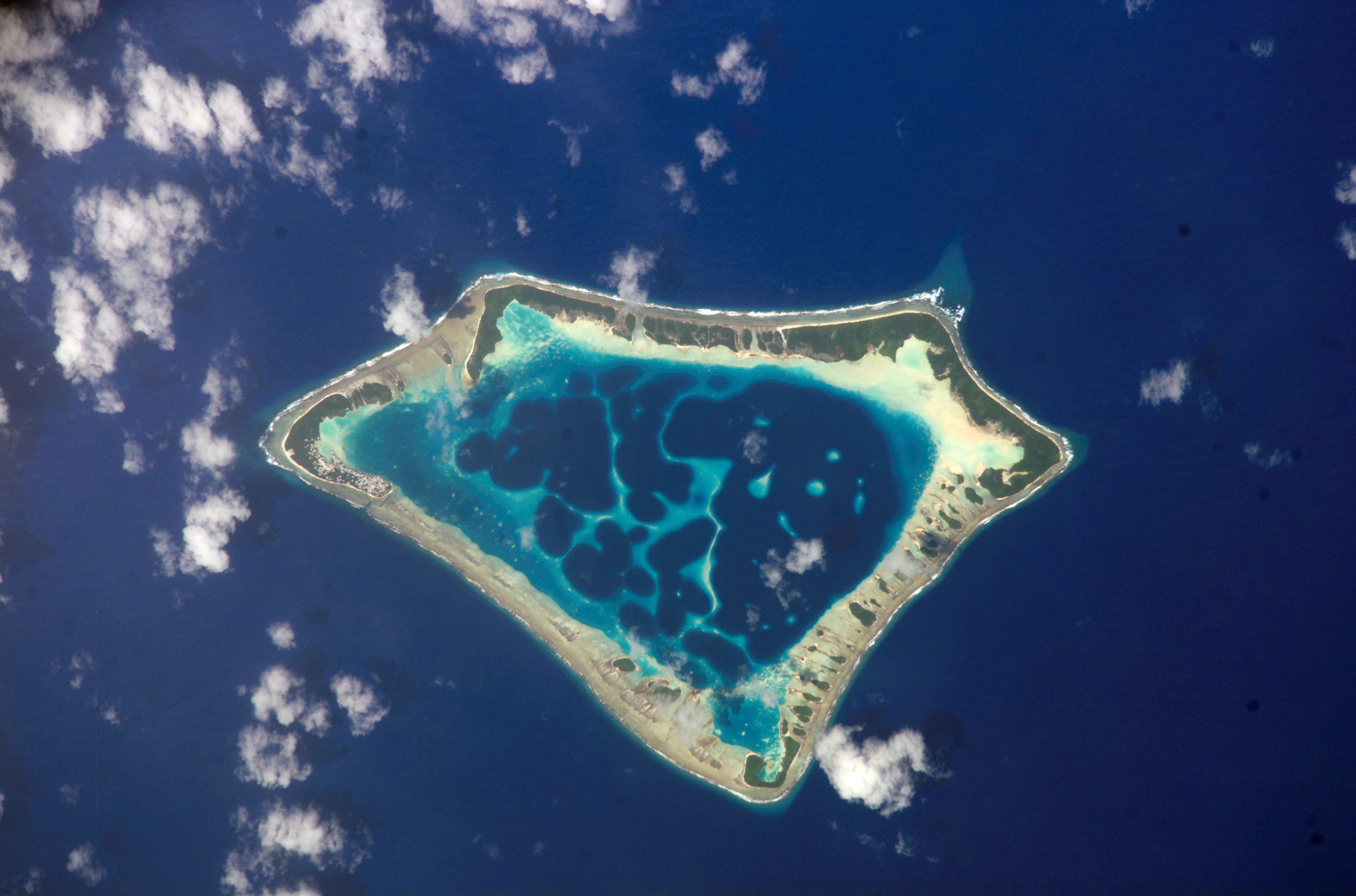
アタフ島

アタフ島（アタフとう、Atafu、別名デューク・オフ・ヨーク島、Duke of York Island）とは、南太平洋に浮かぶニュージーランド領トケラウ諸島にある珊瑚の環礁であり、トケラウ諸島の中心的な島。

## 概要
アタフはトケラウ諸島を構成する3つの環礁の中では一番小さい。
42の小島の環礁から成り、総面積は3.50km2である。そして小さいラグーンは約17km2である。人口は約500人。
1765年にイギリスのジョン・バイロンが島を発見し、ヨーロッパ人として初訪問した。